# Агирре, Вильмер
Ви́льмер Алекса́ндер Аги́рре Ва́скес (исп. Wilmer Alexander Aguirre Vázquez; род. 10 мая 1983, Писко, Ика) — перуанский футболист, нападающий клуба «Карлос Мануччи». Выступал за сборную Перу.

## Клубная карьера
Агирре вырос в бедной семье. В 14 лет он поступил в футбольную академию клуба «Альянса Лима». В 2001 году он дебютировал за основную команду в первенстве Перу. На протяжении 5 сезонов он выступал за «Лиму», приняв участие в 156 матчах и забил 40 голов. В составе «Альянсы» Вильмер четыре раза выиграл чемпионат Перу. В 2006 году он перешёл во французский «Мец». В своем первом сезоне он сыграл 29 матче и забил всего 4 мяча, после чего отправился в аренду в родную «Альянсу». После годовой аренды клуб выкупил трансфер нападающего.
Широкую известность Агирре приобрел во время участии команды в Кубке Либертадорес 2010. 19 февраля в матче против аргентинского «Эстудиантеса» он сделал хет-трик и помог своей команде одержать крупную победу.
Летом 2010 года Агирре подписал контракт с мексиканским клубом «Сан-Луис». 25 июля в матче против «Монтеррея» он дебютировал за команду в мексиканской Примере. В этом же поединке Вильмер забил свой первый гол за клуб, реализовав пенальти.
В начале 2013 года Агирре в третий раз вернулся в «Альянса Лима». Отыграл за клуб два сезона. В 2015 году Агирре выступал за мексиканский клуб «Симарронес» в Ассенсо МХ.

## Международная карьера
В составе молодёжной сборной Перу Агирре участвовал в отборочном турнире Олимпийских игр 2004 года. В матче против молодёжной сборной Боливии он забил два гола.
10 мая 2006 года в товарищеском матче против сборной Тринидада и Тобаго Вильмер дебютировал за сборную Перу.

## Достижения
- Чемпион Перу (5): 2001, 2003, 2004, 2006, 2021
- Обладатель Кубка Инка (1): 2014
- Победитель французской Лиги 2 (1): 2006/07